# Socket AM3

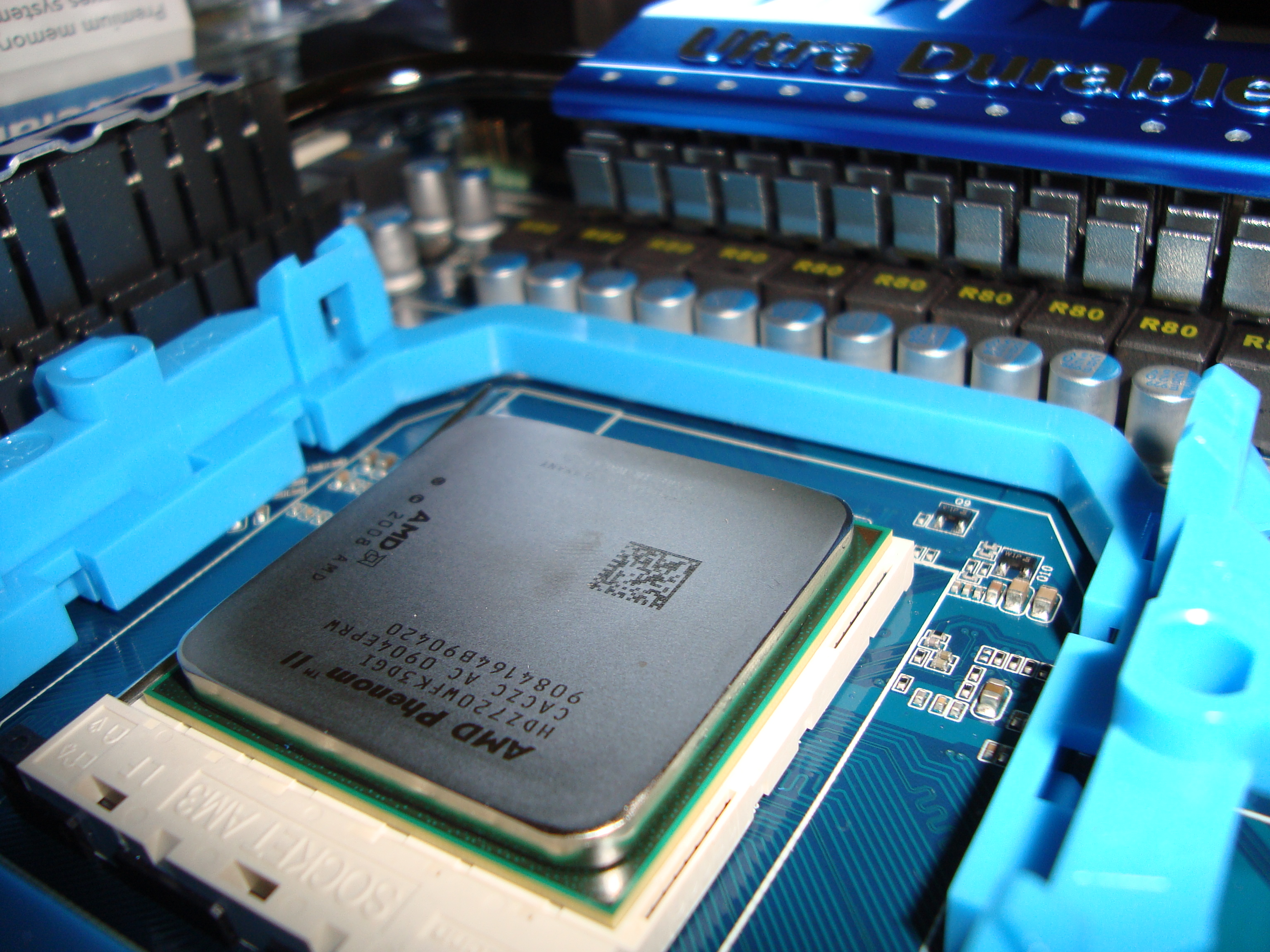
En Socket AM3 med ett AMD Phenom II.

Socket AM3 är en processorsockel för AMD-processorer. Det är uppföljaren till Socket AM2 +. AM3 lanserades den 9 februari 2009 parallellt med de tidigaste Phenom II- processorerna som är konstruerade för just detta gränssnitt. Den i särklass största skillnaden mellan AM2 + och AM3 är att AM3 stödjer AM3-processorers "integrerade minnesstyrenhet” det vill säga DDR3 utöver DDR2. 
Liksom tidigare AMD processorsocklar har det s.k. "AM3 Processor Functional Data Sheet (AMD dokument nummer 40778)” inte gjorts tillgänglig för allmänheten. 

## Kompatibilitet
Socket AM3 är ej kompatibel med AM2/AM2 + -processorer på grund av en olikartad central placering. AM3-sockeln har 941-stiftskontakter medan nuvarande AM2- processorer endast har 938 stift. Tom's Hardware prövade att avlägsna de två skymmande nyckelstiften från en AM2 + Phenom-processor för att få den att passa in i ett AM3- gränssnitt. Processorn fungerade inte i AM3 uttaget, men fortsatte dock att fungera i en AM2 + -sockel; vilket tyder på att kompatibilitetsproblemen inte enbart beror på stiften. Det beror troligtvis på att den inbyggda minnesstyrenheten i AM2 / AM2 + -processorer enbart stödjer DDR2 (till skillnad från AM3 processorer som stödjer både DDR2 och DDR3 -minne). 
Eftersom AM3- processorer också stödjer DDR2 så är de även bakåtkompatibla med Socket AM2/AM2 +; det kräver dock en BIOS-uppdatering till moderkortet. Vissa tillverkare som tex. Asus, Gigabyte m.fl. har märkt ett fåtal AM2/AM2 + -moderkort som "AM3 Ready" eller liknande, vilket tyder på att BIOS-stöd finns för vederbörande kort. Detta ger respektive AM2/AM2 + -system möjligheten att kunna uppgradera processorn utan att behöva förnya några andra komponenter.